# Zamudio
Zamudio város Spanyolországban,  Bizkaia tartományban. Zamudio Gamiz-Fika, Lezama, Galdakao, Etxebarri, Bilbao, Derio, Mungia, Sondika és Loiu községekkel határos. Lakosainak száma 3314 fő (2024).

## Népesség
A település népessége az utóbbi években az alábbiak szerint változott:
| Lakosok száma | 2898 | 3149 | 3226 | 3203 | 3281 | 3263 | 3217 | 3260 | 3256 | 3314 |
|               | 2001 | 2004 | 2007 | 2009 | 2012 | 2014 | 2017 | 2019 | 2022 | 2024 |